# Liste der Biografien/Helc
Liste der Biografien |
Portal Biografien |
Personensuche
# |
A |
B |
C |
D |
E |
F |
G |
H |
I |
J |
K |
L |
M |
N |
O |
P |
Q |
R |
S |
T |
U |
V |
W |
X |
Y |
Z |
?
 
Ha |
Hd |
He |
Hi |
Hj |
Hk |
Hl |
Hm |
Hn |
Ho |
Hr |
Hs |
Ht |
Hu |
Hv |
Hw |
Hy
 
Hea |
Heb |
Hec |
Hed |
Hee |
Hef |
Heg |
Heh |
Hei |
Hej |
Hek |
Hel |
Hem |
Hen |
Heo |
Hep |
Heq |
Her |
Hes |
Het |
Heu |
Hev |
Hew |
Hex |
Hey |
Hez
 
Hela |
Helb |
Helc |
Held |
Hele |
Helf |
Helg |
Heli |
Helj |
Helk |
Hell |
Helm |
Heln |
Helo |
Help |
Helr |
Hels |
Helt |
Helu |
Helv |
Helw |
Hely |
Helz
Die Liste der Biografien führt alle Personen auf, die in der deutschsprachigen Wikipedia einen Artikel haben. Dieses ist eine Teilliste mit 6 Einträgen von Personen, deren Namen mit den Buchstaben „Helc“ beginnt.

## Helc

### Helce
- Helcelet, Adam Sebastian (* 1991), tschechischer Leichtathlet

### Helch
- Helcher, Johann Heinrich (1672–1729), schlesischer Mediziner

### Helck
- Helck, Hans (1879–1939), deutscher Klassischer Philologe und Gymnasiallehrer
- Helck, Johann Christian († 1770), deutscher Mathematiker, Lehrer und Autor eine Fabelsammlung
- Helck, Miriam, deutsche Drehbuchautorin und Schriftstellerin
- Helck, Wolfgang (1914–1993), deutscher Ägyptologe